# Shin-hanga
Shin-hanga (jap. 新版画; dosł. nowe grafiki, nowe drzeworyty) – ruch artystyczny z początku XX wieku w Japonii (okresy Taishō i Shōwa), będący swoistym odrodzeniem tradycyjnej sztuki ukiyo-e z okresów Edo i Meiji (XVII–XIX wiek). Utrzymywał tradycyjny system współpracy ukiyo-e (system hanmoto), w którym w procesie powstania grafiki biorą kolejno udział artysta, rzeźbiarz, drukarz i wydawca, w przeciwieństwie do ruchu sōsaku-hanga (kreatywne drzeworyty), który propagował zasady „samodzielnego rysowania” (jiga), „samodzielnego rzeźbienia” (jikoku) i „samodzielnego drukowania” (jizuri), zgodnie z którymi artysta, chcąc wyrazić siebie, powinien samodzielnie tworzyć sztukę na wszystkich etapach jej powstawania.

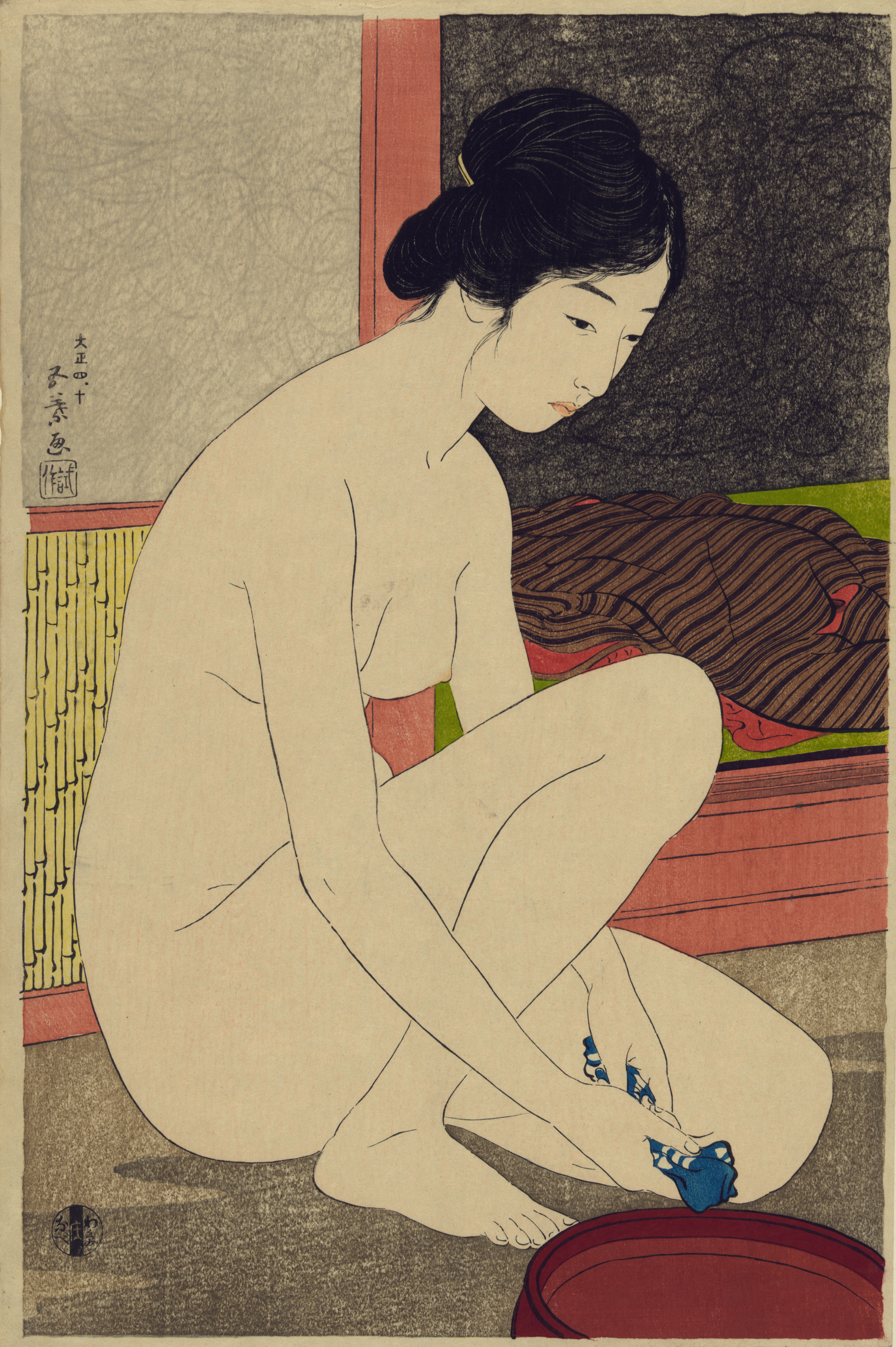
Goyō Hashiguchi, Kobieta po kąpieli, 1915

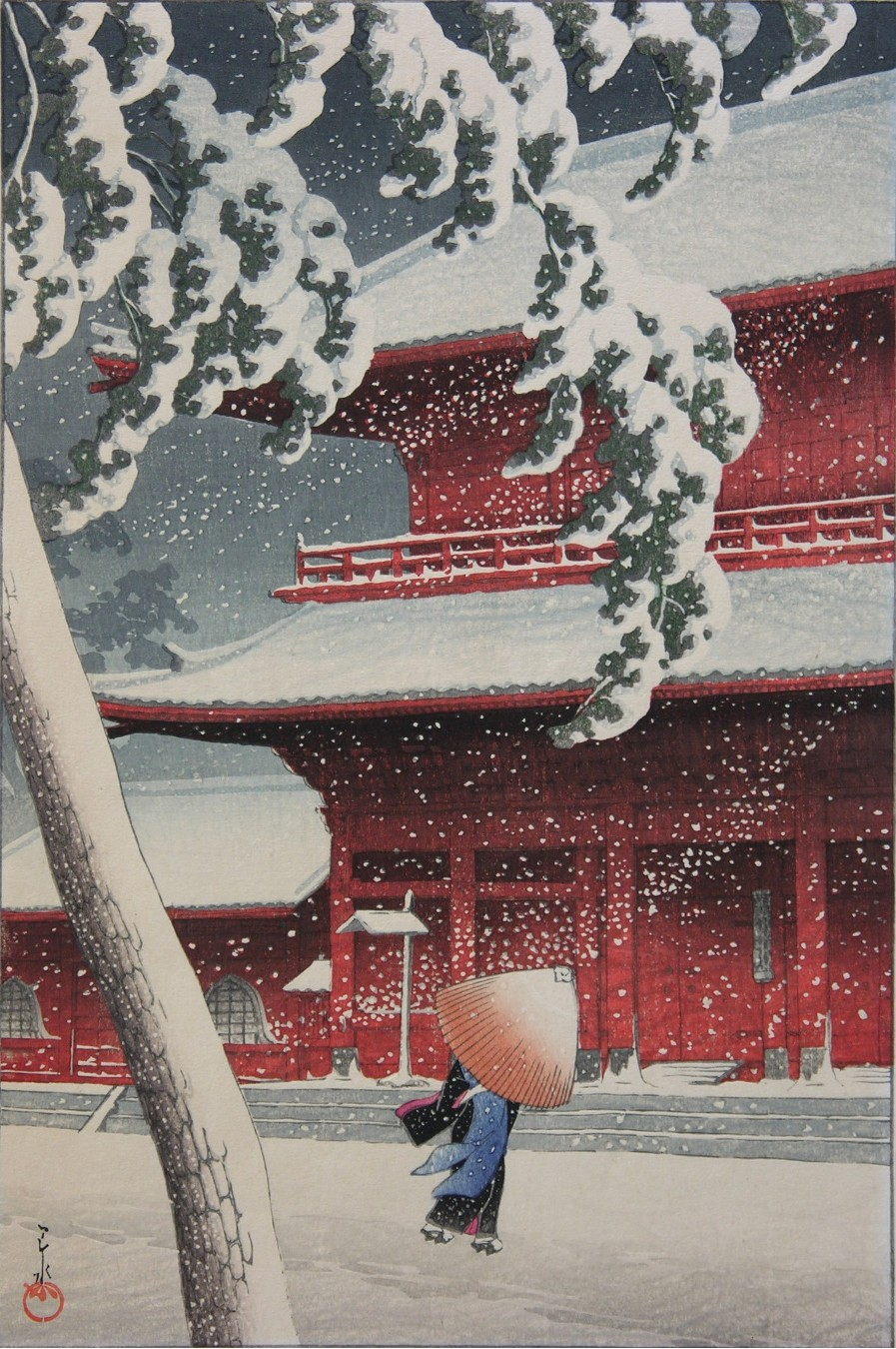
Hasui Kawase, Świątynia Zōjō-ji w Shiba, z cyklu: Dwadzieścia widoków Tokio, 1925

Główny okres rozkwitu ruchu to 1915–1942 r., z krótkim powrotem popularności w latach 1946–1950. Zainspirowani europejskim impresjonizmem artyści włączyli do swojego arsenału zachodnie elementy i techniki, takie jak metody operowania światłem, nastrojem i wrażeniem grafiki, ale portretowali ściśle tradycyjną tematykę: krajobrazy (fūkei-ga), znane miejsca (meishō), piękne kobiety (bijin-ga), aktorów kabuki (yakusha-e), ptaki i kwiaty (kachō-e).

## Historia
Termin shin-hanga został wymyślony w 1915 roku przez Shōzaburō Watanabe (1885–1962), najważniejszego wydawcę tego nurtu, w celu odróżnienia „nowych drzeworytów” od komercyjnej sztuki masowej, jaką było ukiyo-e. Popyt na grafiki shin-hanga był napędzany głównie przez rynek amerykański.
Grafiki trafiały do zachodniej publiczności w dużej mierze poprzez zachodni patronat i marszandów, takich jak Robert O. Muller (1911–2003). W latach dwudziestych XX wieku w International Studio, Studio, Art News i Art Digest pojawiły się artykuły na temat shin-hanga. W 1921 r. w Tokio odbyła się Shinsaku-hanga Tenrankai („Nowa wystawa kreatywnego druku”), gdzie wystawiono sto pięćdziesiąt prac autorstwa dziesięciu artystów. W 1930 i 1936 r. W Toledo Museum of Art w Ohio odbyły się dwie duże wystawy shin-hanga, największe w tamtym czasie.
W Japonii nie było zbyt wiele popytu na grafiki shin-hanga. Odbitki ukiyo-e były uważane przez Japończyków za masową komercję, podczas gdy Europejczycy w kulminacyjnym okresie japonizmu podziwiali je i uznawali za sztukę. Po dekadach modernizacji i westernizacji w okresie Meiji architektura, sztuka i odzież w Japonii zaczęły podążać za modą Zachodu. Japońscy studenci sztuki zostali przeszkoleni w tradycji zachodniej. Zachodnie obrazy olejne (yōga) zostały uznane za sztukę wysoką i zostały oficjalnie uznane przez Japońską Akademię Sztuki (Nihon Geijutsu-in, ang. Japan Art Academy), podczas gdy shin-hanga było uważane za odmianę przestarzałego ukiyo-e. Grafiki te były odrzucane przez Akademię i cenione niżej, niż obrazy olejne i rzeźby.
Shin-hanga straciło na popularności, gdy w czasie wojny rząd wojskowy zaostrzył kontrolę nad sztuką i kulturą. W 1939 r. powołano Stowarzyszenie Artystów Armii pod patronatem Sekcji Informacji Wojska, aby promować sztukę wojenną. W 1943 r. powołano oficjalną komisję do spraw malarstwa wojennego, a materiały dla artystów racjonowano. Przez to drastycznie spadł zachodni rynek grafik japońskich.
Popyt na shin-hanga nigdy nie odzyskał popularności po wojnie, jednak niewielka liczba artystów kontynuowała tradycję. Twórcy tacy jak Shinsui Itō (1898–1972) i Tatsumi Shimura (1907–1980) nadal korzystali z systemu współpracy hanmoto w latach 60. i 70. XX wieku. W ostatnich dziesięcioleciach XX wieku wydawcy skoncentrowali się na tworzeniu reprodukcji shin-hanga z początku XX wieku, tymczasem sōsaku-hanga cieszyła się ogromną popularnością i prestiżem na międzynarodowej scenie artystycznej. Na początku XXI wieku nastąpił ponowny wzrost popularności shin-hanga, zwłaszcza popytu na grafiki wcześniejszych mistrzów, takich jak Hasui Kawase (1883–1957) i Hiroshi Yoshida (1876–1950), a także nowych artystów kontynuujących estetykę shin-hanga takich jak Paul Binnie (1967–).

## Przedmiot i technika
Nostalgiczny i romantyczny obraz Japonii, pokazywany przez artytów shin-hanga, pokazuje, w jaki sposób postrzegali oni swoje środowisko w trakcie transformacji. Większość pejzaży shin-hanga (które stanowią siedemdziesiąt procent grafik shin-hanga) przedstawia miejsca ukryte i spokojne. Artyści tacy jak Hasui Kawase nadawali swoim dziełom atmosferę snu i marzeń, przekazującą tęsknotę za wiejskimi korzeniami i tradycyjną drewnianą architekturą, która zanikała w miastach takich jak Tokio.

## Shin-hanga vs. ukiyo-e
Shin-hanga jest często określane jako „neo-ukiyo-e”. Chociaż odbitki shin-hanga zachowują wiele cech ukiyo-e, takich jak tematyka, oba nurty różnią się przede wszystkim techniką i wrażliwością. Zainspirowani realizmem zachodnim artyści shin-hanga stosowali naturalistyczne światło, kolorowe linie, delikatne kolory, trójwymiarowość i głębię przestrzeni – cechy nieobecne w tradycji ukiyo-e.

## Shin-hanga vs. sōsaku-hanga
Ruch shin-hanga jest często definiowany jako przeciwieństwo ruchu sōsaku-hanga (twórczego druku), który rozpoczął się w 1910 roku. Podczas gdy artyści sōsaku-hanga opowiadali się za zasadami „własnoręcznie rysowanych” (jiga), „rzeźbionych” (jikoku) i „drukowanych” (jizuri) GRAFIK, zgodnie z którymi artysta angażuje się w ekspresję artystyczną, angażując się we wszystkie etapy procesu graficznego, artyści shin hanga kontynuowali współpracę z rzeźbiarzami, drukarkami i wydawcami przy produkcji poligraficznej. Podstawą dychotomii shin-hanga i sōsaku-hanga jest debata na temat tego, co stanowi kreatywny druk lub czystą sztukę. Artyści i wydawcy shin-hanga wierzyli, że ich prace są równie kreatywne, jak te wykonane przez artystów sōsaku-hanga. W 1921 r. Shōzaburō Watanabe użył nawet terminu shinsaku-hanga („nowe odbitki”), aby podkreślić kreatywne aspekty shin-hanga.
W szerszym kontekście dychotomia między shin-hanga a sōsaku-hanga była tylko jednym z wielu napięć na japońskiej scenie artystycznej podczas dekad modernizacji, westernizacji i internacjonalizacji. Równolegle do antagonizmu shin-hanga / sōsaku-hanga następowała polaryzacja między japońskimi obrazami (nihonga) i malowidłami zachodnimi (yōga), a także rozkwit wielu nurtów artystycznych, takich jak futuryzm, awangarda, sztuka proletariacka i mingei (sztuka ludowa), które aktywnie szukały głosu na scenie artystycznej w latach 1910–1935 przed popularnością militaryzmu w Japonii.

## Znani artyści
Lista alfabetyczna w porządku nazwisko/imię

- Asano Takeji
- Hashiguchi Goyō
- Hirano Hakuhō
- Itō Shinsui
- Kaburagi Kiyokata
- Kasamatsu Shirō
- Kawase Hasui
- Keith Elizabeth
- Kitano Tsunetomi
- Kobayakawa Kiyoshi
- Kojima Gyokuhō
- Natori Shunsen
- Ohara Koson
- Okada Koichi
- Ōta Masamitsu (znany również jako Ōta Gako)
- Shimura Tatsumi
- Takahashi Hiroaki (znany również jako Shōtei)
- Torii Kotondo
- Yoshida Hiroshi
- Yamamura Toyonari
- Tsuchiya Kōitsu
- Tsuchiya Rakusan
- Yamakawa Shūhō
- Yoshida Hiroshi